# Potaro-Siparuni
Potaro-Siparuni (regio 8) is een van de tien regio's van Guyana. De hoofdstad is Mahdia.

## Demografie
Volgens de volkstelling van 2012 telt de regio Potaro-Siparun zo'n 10.190 inwoners, een stijging vergeleken met de volkstelling van 2002. Het is een van de snelst groeiende regio's in Guyana, met een bevolkingsverdubbeling in de periode 1980 en 2002.
| Volkstellingsjaar | 1980  | 1991  | 2002   | 2012   |
| ----------------- | ----- | ----- | ------ | ------ |
| Inwoners          | 4.482 | 5.616 | 10.095 | 10.190 |

De meerderheid van de bevolking bestaat uit inheemsen (72%), gevolgd door mensen van gemengde afkomst (17%), Afro-Guyanezen (8%) en Indo-Guyanezen (3%). Verder leeft er een kleine Portugese gemeenschap (1%).

## Plaatsen
- Mahdia, hoofdplaats
- Paramakatoi

## Gemeenten
Potaro-Siparuni was in 2022 onderverdeeld in de volgende gemeenten:
1. Mahdia + Kurubrong River + Mona Falls
2. Chenapau River
3. Kaibarupai
4. Kopanang, Waipa, Kenepai
5. Rest van Regio 8
6. Paramakatoi
7. Maripari River + Kurukabaru
8. Monkey Mountain

## Galerij

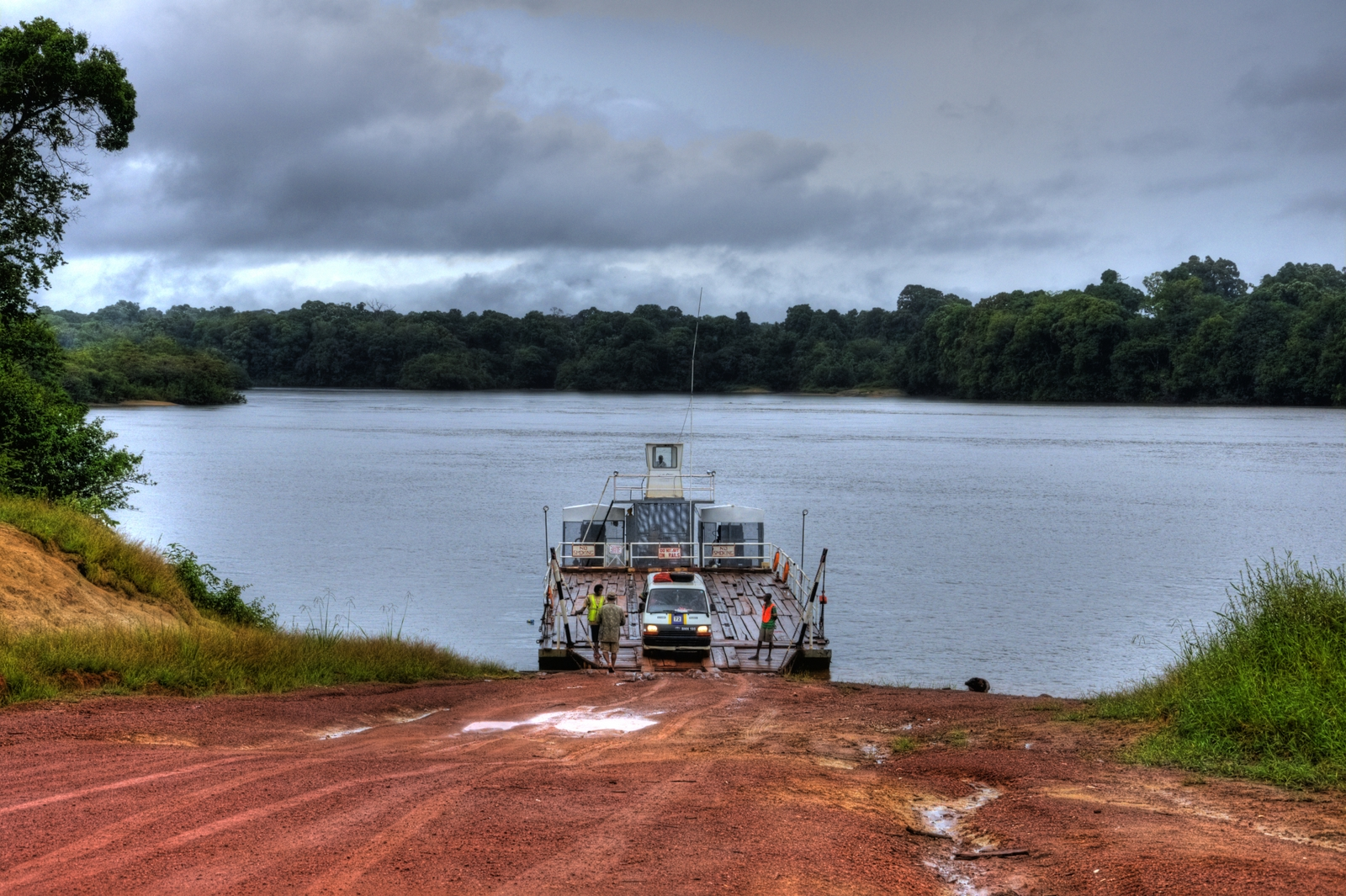
Veerboot over de Essequibo
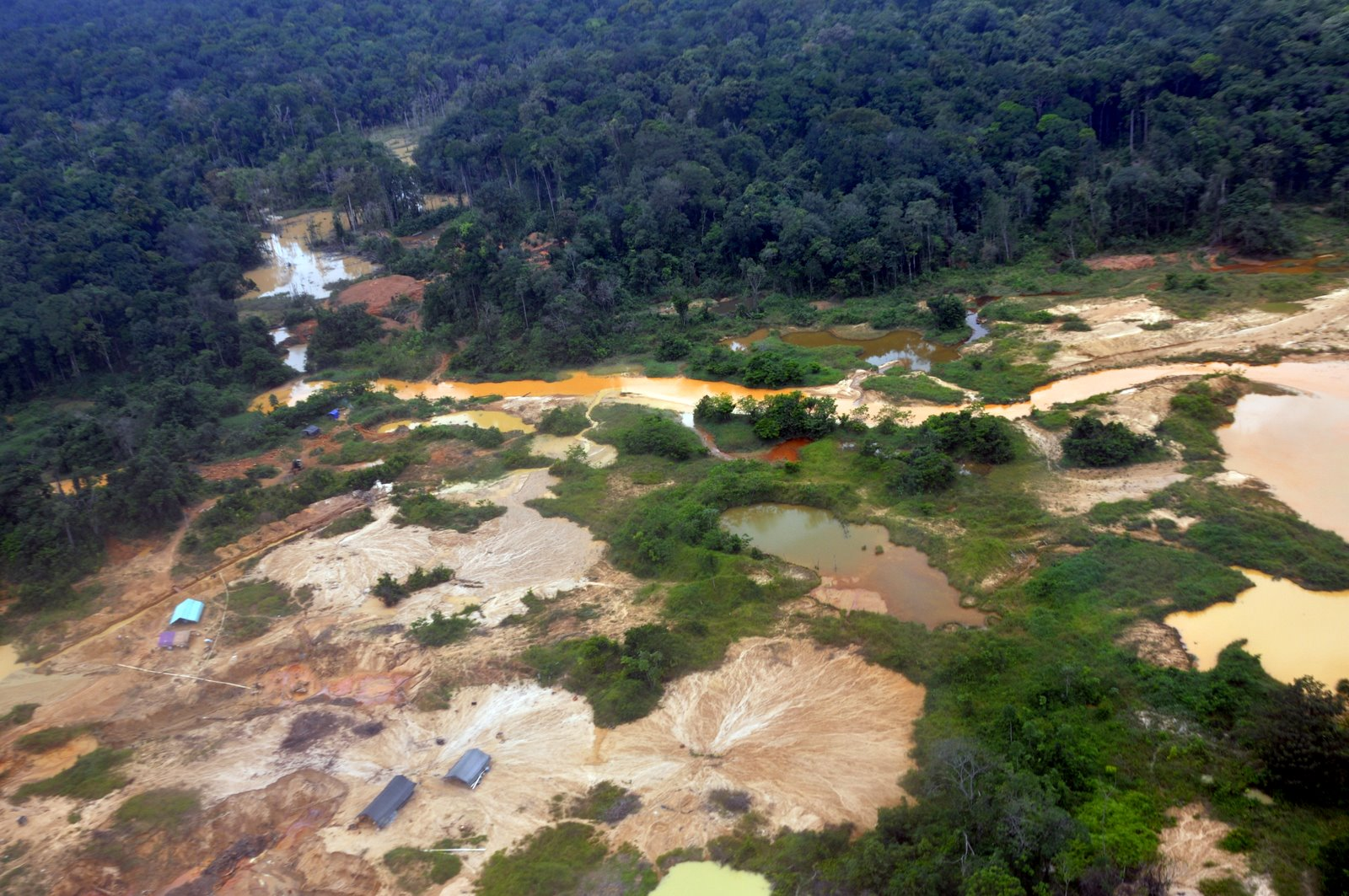
Goudmijn bij Mahdia
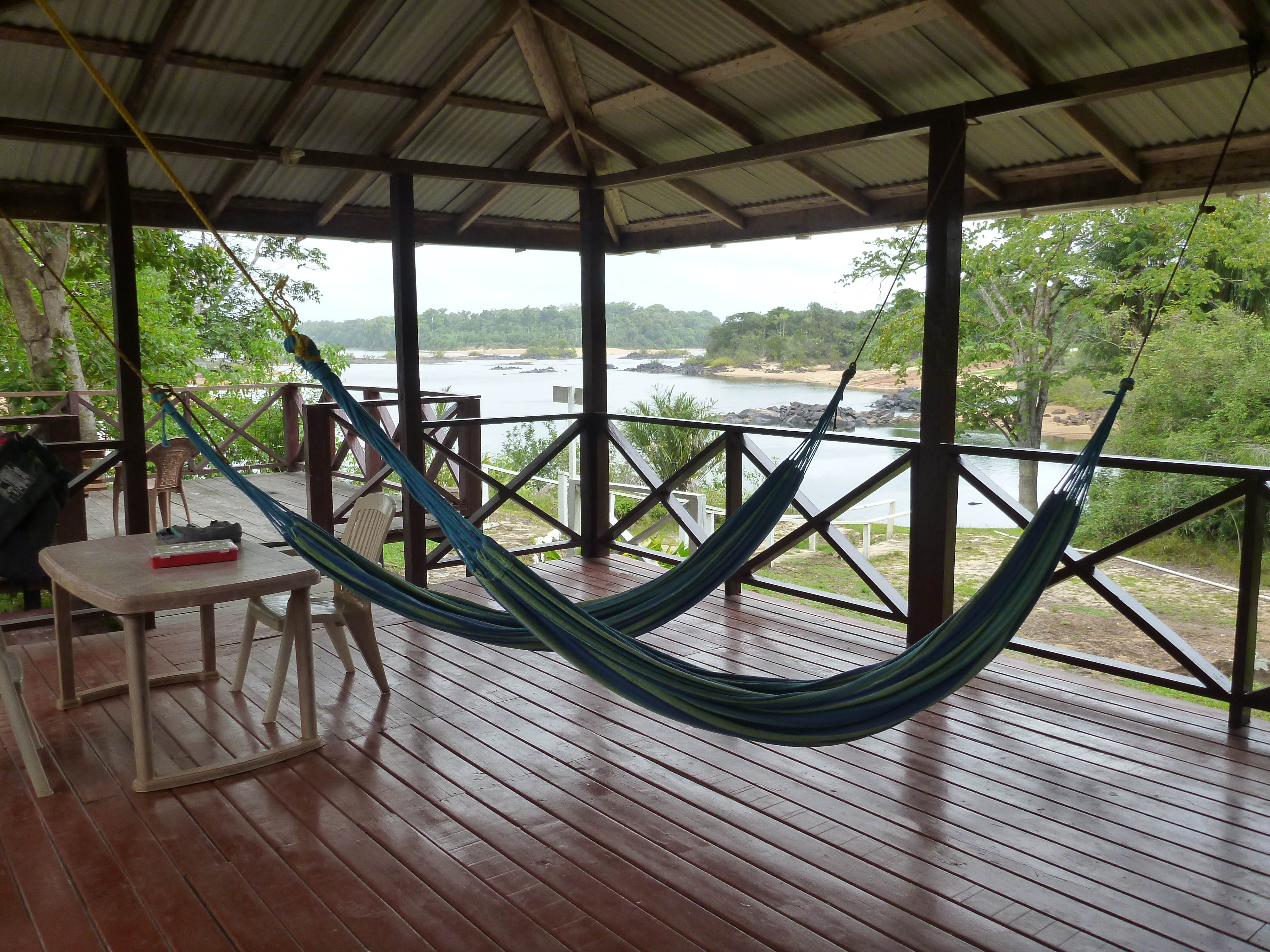
Michelle's Island
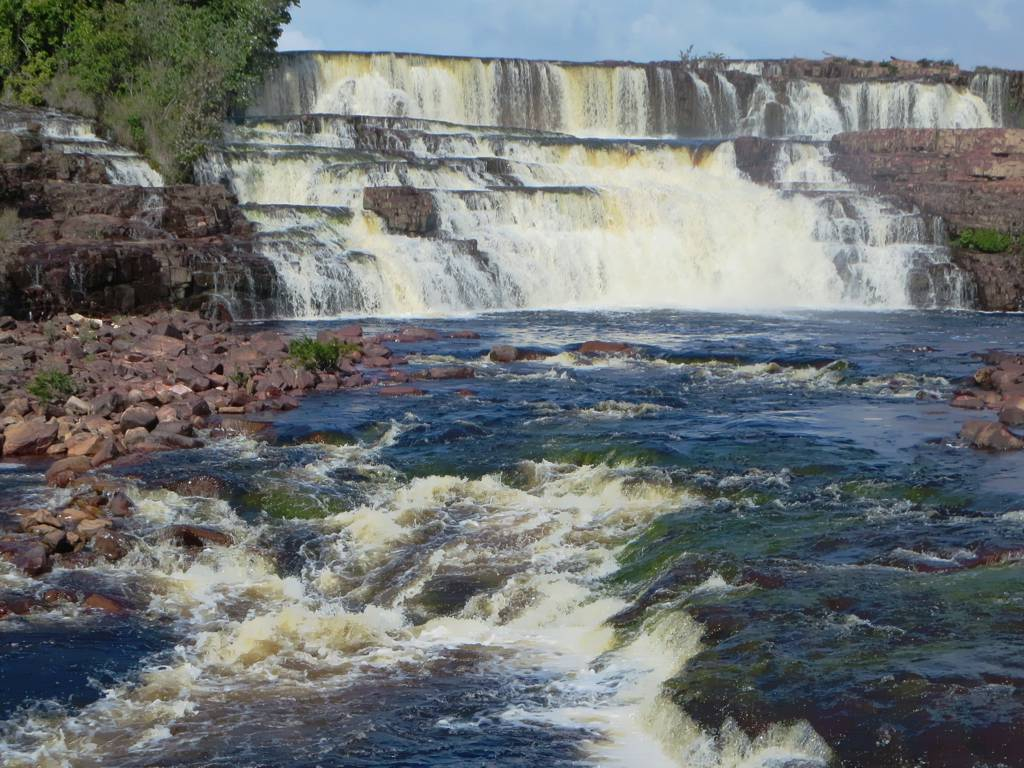
Orinduikwatervallen

Barima-Waini · Pomeroon-Supenaam · Essequibo Islands-West Demerara · Demerara-Mahaica · Mahaica-Berbice · East Berbice-Corentyne · Cuyuni-Mazaruni · Potaro-Siparuni · Upper Takutu-Upper Essequibo · Upper Demerara-Berbice